# Canton de Monflanquin
Le canton de Monflanquin est une ancienne division administrative française située dans le département de Lot-et-Garonne, en région Aquitaine.

## Géographie
Ce canton était organisé autour de Monflanquin dans l'arrondissement de Villeneuve-sur-Lot. Son altitude variait de 60 m (La Sauvetat-sur-Lède) à 243 m (Gavaudun et Lacapelle-Biron) pour une altitude moyenne de 147 m.

## Communes
Le canton de Monflanquin comprenanit douze communes et comptait 6 245 habitants (population municipale) au 1er janvier 2010.
| Nom                  | Code Insee | Intercommunalité                         | Superficie (km2) | Population (dernière pop. légale) | Densité (hab./km2) |
| -------------------- | ---------- | ---------------------------------------- | ---------------- | --------------------------------- | ------------------ |
| Gavaudun             | 47109      | CC des Bastides en Haut-Agenais Périgord | 21,33            | 285 (2014)                        | 13                 |
| Lacapelle-Biron      | 47123      | CC Fumel Vallée du Lot                   | 13,96            | 452 (2014)                        | 32                 |
| Lacaussade           | 47124      | CC des Bastides en Haut-Agenais Périgord | 10,28            | 220 (2014)                        | 21                 |
| Laussou              | 47141      | CC des Bastides en Haut-Agenais Périgord | 17,15            | 298 (2014)                        | 17                 |
| Monflanquin          | 47175      | CC des Bastides en Haut-Agenais Périgord | 62,21            | 2 312 (2014)                      | 37                 |
| Monségur             | 47178      | CC des Bastides en Haut-Agenais Périgord | 10,99            | 395 (2014)                        | 36                 |
| Montagnac-sur-Lède   | 47181      | CC des Bastides en Haut-Agenais Périgord | 19,55            | 250 (2014)                        | 13                 |
| Paulhiac             | 47202      | CC des Bastides en Haut-Agenais Périgord | 21,89            | 299 (2014)                        | 14                 |
| Saint-Aubin          | 47230      | CC des Bastides en Haut-Agenais Périgord | 18,51            | 447 (2014)                        | 24                 |
| Salles               | 47284      | CC des Bastides en Haut-Agenais Périgord | 21,58            | 291 (2014)                        | 13                 |
| La Sauvetat-sur-Lède | 47291      | CC des Bastides en Haut-Agenais Périgord | 14,14            | 681 (2014)                        | 48                 |
| Savignac-sur-Leyze   | 47295      | CC des Bastides en Haut-Agenais Périgord | 11,38            | 326 (2014)                        | 29                 |

À la suite du redécoupage cantonal de 2014, Monflanquin est le chef-lieu du nouveau canton du Haut Agenais Périgord.

## Démographie
| 1962  | 1968  | 1975  | 1982  | 1990  | 1999  | 2006  | 2011  | 2012  |
| ----- | ----- | ----- | ----- | ----- | ----- | ----- | ----- | ----- |
| 5 962 | 5 722 | 5 539 | 5 583 | 5 818 | 5 675 | 5 998 | 6 239 | 6 248 |

## Représentation

### Conseillers généraux de 1833 à 2015
| Période       | Période                   | Identité                                     | Étiquette                                             | Qualité |
| ------------- | ------------------------- | -------------------------------------------- | ----------------------------------------------------- | --- |
| 1833          | 1843 (décès)              | Hyacinthe Cassany de Mazet                   |                                                       | Maire de Monflanquin (1833-1843)                                                                                                   |
| 1843          | 1848                      | Joseph Boscq                                 |                                                       | Notaire, adjoint au maire de Monflanquin, conseiller d'arrondissement                                                              |
| 1848          | 1852                      | Pierre François Jules Fournié de Saint-Amant |                                                       | Propriétaire, agriculteur, conseiller municipal de Monflanquin                                                                     |
| 1852          | 1867 (décès)              | Antoine de Védrines                          |                                                       | Propriétaire du château de Martel Maire de Monflanquin (1850-1862)                                                                 |
| 1867          | 1895                      | Herman Sarrette                              | Appel au peuple (Bonapartiste) puis Union des Droites | Propriétaire à Lacaussade Député (1871-1889)                                                                                       |
| 1895          | 1921 (décès)              | Camille Brugère                              | Droite                                                | Docteur en médecine à Monflanquin, conseiller d'arrondissement                                                                     |
| 28 août 1921, | 1941 (démission d'office) | André Rodes                                  | Rad.                                                  | Maire de Monflanquin (1925-1941 et 1944-1945) Révoqué par le Gouvernement de Vichy                                                 |
|               |                           |                                              |                                                       | |
| 1943          | 1945                      | Ambroise Amblard                             | ?                                                     | Conseiller municipal de Salles Nommé conseiller départemental en 1943                                                              |
|               |                           |                                              |                                                       | |
| 1945          | 1949                      | André Claverie (1903-1987)                   | SFIO                                                  | Maire de Paulhiac, ancien résistant                                                                                                |
| 1949          | 1967                      | Édouard Schloesing                           | Rad.                                                  | Propriétaire du château de Pautard à Monflanquin Exploitant agricole Député FGDS puis Mvt. réf. (1962-1978)                        |
| 1967          | 1978 (décès)              | René Andrieu                                 | FGDS-MRG                                              | Maire de Monflanquin (1959-1978), ancien résistant Président du Conseil général (1976-1978)                                        |
| 1978          | 1985                      | Yves Balségur                                | CNIP puis UDF                                         | Docteur Vétérinaire Maire de Monflanquin (1947-1959 et 1978-1983)                                                                  |
| 1985          | 2004                      | Daniel Soulage                               | UDF                                                   | Agriculteur Député (1993-1997) Sénateur (2001-2011) Maire de Monflanquin (1983-2008) Vice-Président du Conseil Général (2001-2004) |
| 2004          | 2015                      | Marcel Calmette                              | PS                                                    | Conseiller agricole Maire de Paulhiac depuis 1987 Élu en 2015 dans le canton du Haut Agenais Périgord                              |

### Conseillers d'arrondissement (de 1833 à 1940)
| Période                                  | Période | Identité                       | Étiquette    | Qualité |
| ---------------------------------------- | ------- | ------------------------------ | ------------ | --- |
| 1833                                     | 1836    | Jean Charles Duconduite junior |              | Propriétaire, ancien maire de Monflanquin (1830-1833)                                                       |
| 1836                                     | 1842    | Jean Jérôme de Lescazes        |              | Propriétaire à Monflanquin                                                                                  |
| 1842                                     | 1843    | Joseph Boscq                   |              | Notaire, adjoint au maire de Monflanquin                                                                    |
| 1843                                     | 1848    | Jean Jérôme de Lescazes        |              | Percepteur à vie, maire de Monflanquin (1843-1848)                                                          |
|                                          |         |                                |              | |
| 1880                                     | 1895    | Camille Brugère                | Droite       | Docteur en médecine à Monflanquin                                                                           |
| 1895                                     | 1901    | Fernand Schloesing (1852-1921) | Républicain  | Ingénieur des chemins de fer, propriétaire du château de Pautard à Monflanquin                              |
| 1901                                     |         | Pierre Salvant                 | Conservateur | Maire de Gavaudun (1865-1870), 1871-1881, 1884-1893, 1896-1902)                                             |
|                                          |         |                                |              | |
| 1922                                     |         | M. Simard                      | Républicain  | |
|                                          | 1940    | Armand Bouyssonnie             | Républicain  | Agriculteur, maire de Laussou (1925-1943)                                                                   |
| 1940                                     |         |                                |              | Les conseils d'arrondissement ont été suspendus par la loi du 12 octobre 1940 et n'ont jamais été réactivés |
| Les données manquantes sont à compléter. |         |                                |              | |